# 高加索山脈 (月球)

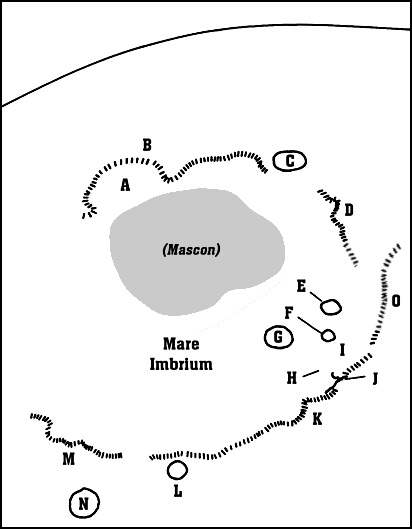
雨海特徵的詳圖。高加索山脈的位置以"O"標示。

高加索山脈是月球東北部一外崎岖的山区。它起始于连接了西侧雨海与東侧澄海的一处表面平坦的裂谷处，呈不規則帶狀朝东北偏北方向逶迤抵达醒目的欧多克索斯环形山西側，构成了澄海西北部的邊界，成为亚平宁山脉的西南延伸区。
山脉在靠近月海附近，尤其在山脉南端，由于撞击陨石坑的切入，而形成数处斷裂。其中卡利普斯陨石坑嵌入在山脉東側，沿著東側至歐多克索斯坑南面则坐落着残存的亞歷山大环形山。
该山脉中心的月面坐标为北纬38.4° 、东经10.0°，官方确认的直徑为445公里，然而一般的觀測者测得的長度是550公里。在此範圍內最高的山高度達到6公里，無可置疑的從它頂部的高度可以對其周圍提供遼闊的視野。
该山脉是德國月面學家约翰·海因里希·冯·马德勒依據地球的高加索山脉命名的。然而，该区域內的其它山峰都沒有各自的名字，至少沒有官方的名字。

## 外部連結
- 高加索山脉 （页面存档备份，存于） (Lunar Captures)

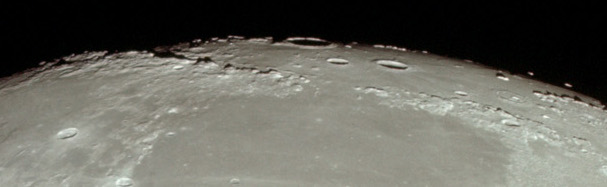
从阿波罗11号看到的月球边缘显示的亚平宁山脉(左)、高加索山脉(右)、雨海的東邊（顶端）、和澄海(底部)。